# أدريانا فينتورا
أدريانا فينتورا (ساو باولو، 6 مارس 1969) هي مديرة وأستاذة الإدارة وريادة الأعمال في مؤسسة جيتوليو فارغاس، وهي أيضًا سياسية من ساو باولو، ومنتسبة إلى الحزب الجديد. في انتخابات 2018 تم انتخابها نائبة فيدرالية عن مدينة ساو باولو. وهي مشرعة قانون التطبيب عن بُعد رقم 13.989 / 2020 الذي يصرح باستخدام التطبيب عن بُعد أثناء الجائحة، وهو أيضًا مشرعة مشروع القانون 2394/2020 الذي يصرح بتقديم الخدمات الصحية عن بُعد بشكل دائم في البرازيل. وهي واحدة من مشرعي مشروع القانون 5595/2020 الذي يجعل الفصول الدراسية ضرورية في كل من التعليم الأساسي والتعليم العالي حتى أثناء جائحة كوفيد 19.
حصلت أدريانا على الامتيازات التالية:
- إنها النائبة الأكثر تميزًا في الدفاع عن الحرية في النقل في عام 2022، وفقًا لهيئة المحلفين المتخصصة في الكونغرس تحت المجهر.
- هي أفضل نائبة فيدرالية في البرازيل وهي في المركز الثالث في الكونغرس الوطني حسب تصنيف السياسيين.
- حصلت على خمس نجوم في مؤشر تشريع البرازيل، الذي يقيم عمل البرلمانيين وإشرافهم وقدراتهم ومواءمتهم.
- حصلت أدريانا أيضًا على جائزة "100 شخص مؤثر في الصحة"، والمعروفة باسم أوسكار الصحة في فئة التمثيل في عام 2022.[1]